# Quanta Academia de Artes
Quanta Academia de Artes é uma escola de arte brasileira dedicada às histórias em quadrinhos localizada em São Paulo.
A Quanta Academia de Artes surgiu em 2002 com a cisão da Fábrica de Quadrinhos, instituição fundada em 1997 por Marcelo Campos, Octavio Cariello, Roger Cruz, Rogélio Vilela e Jotapê Martins e que era dividida em dois núcleos: uma Escola de Artes, com cursos sobre desenho e pintura de histórias em quadrinhos e outras disciplinas relacionadas, e um Núcleo de Artes, que atuava como estúdio de produção e criação de materiais para jornais, revistas e programas de TV. Depois de um tempo, Roger Cruz e Jotapê saíram da sociedade e Eduardo Schaal entrou. Após a cisão, a empresa foi dividida em duas: Vilela e Schaal ficaram com o estúdio e mantiveram o nome Fábrica de Quadrinhos. Já Campos e Cariello, ficaram com a Escola de Artes, que passou a se chamar Quanta Academia de Artes. Depois de algum tempo, Cariello também deixou a sociedade da Quanta, que passou a ser de Campos e sua ex-esposa, Fati Gomes.
O nome da escola vem de física quântica, tema que Campos se interessava em estudar à época.
Os cursos da Quanta são voltados principalmente para a área dos quadrinhos, tendo como professores profissionais que atuam no mercado brasileiro ou no exterior. Alguns cursos são: Desenho, Mangá, Roteiro, Fanzine, Anatomia Avançada, Arte-final, entre outros.
Em 2003, a Quanta foi homenageada pelo Prêmio Angelo Agostini com uma medalha de incentivo entregue pela comissão organizadora do evento a personalidades e instituições ligadas aos quadrinhos distribuídas em seis "categorias". Ao lado de ABRA, ESA, Graphis e Impacto Quadrinhos, a Quanta foi homenageada como "Escola". Nesse periódo, a escola possuiu um fanzine chamado Ainda?.
Em 2014, a Quanta lançou a primeira edição da revista em quadrinhos Gibi Quântico, produzida ao final de seu curso de roteiros para quadrinhos com histórias escritas pelos participantes do curso e ilustradas por quadrinistas profissionais, como Jefferson Costa, Flavio Soares, Guilherme Petreca, entre outros. Por esta publicação, no ano seguinte a Quanta ganhou o Troféu HQ Mix de melhor publicação mix.
Em 2015, a Quanta firmou uma parceria com a SESI-SP Editora para a criação do selo SESI-QUANTA, com foco na publicação de gêneros e estéticas narrativas diferentes, direcionado especialmente ao público infanto-juvenil e juvenil. As primeiras obras lançadas sob o selo foram Quantoon (coletânea de tiras dos artistas Matteo Papaiz, Alexander Santos, Ronaldo Barata, Lilian Carmine, Thiago Cruz e Artur Fujita) e Sobrenatural Social Clube (romance gráfico de Ronaldo Barata).